# Playback (film 1996)
Playback è un film erotico del 1996 diretto da Oley Sassone.

## Trama
David Burgess è un dirigente d'azienda impegnato nella realizzazione di una fusione da record tra due grandi colossi delle telecomunicazioni. Essendo interamente assorbito dal lavoro il rapporto con sua moglie Sara si deteriora e lei propone al marito di recarsi insieme in un sex club per poter provare qualcosa di nuovo. Tuttavia la situazione non migliora la vita di David che deve fare i conti con la collega Karen Stone, disposta a tutto per poter essere lei a prendere in mano le redini della fusione.